# Stantsyja Njasiata
Stantsyja Njasiata är ett samhälle i Belarus. Den ligger i den centrala delen av landet, 120 km öster om huvudstaden Minsk. Stantsyja Njasiata ligger 156 meter över havet och antalet invånare är 211.

## Natur och klimat
Terrängen runt Stantsyja Njasiata är mycket platt. Runt Stantsyja Njasiata är det glesbefolkat, med 12 invånare per kvadratkilometer.. Närmaste större samhälle är Klіtjaŭ, 6,6 km öster om Stantsyja Njasiata.
Omgivningarna runt Stantsyja Njasiata är en mosaik av jordbruksmark och naturlig växtlighet.